# Silent Hill (film)
Pour les articles homonymes, voir Silent Hill.
Série
Silent Hill: Revelation 3D
(2012)
Pour plus de détails, voir Fiche technique et Distribution.
Silent Hill est un film d'horreur franco-canadien réalisé par Christophe Gans et sorti en 2006.
Il s'agit d'une adaptation du jeu vidéo du même titre. Le film met en scène Jodelle Ferland, Radha Mitchell, Laurie Holden, Sean Bean et Deborah Kara Unger. Une suite, Silent Hill: Revelation 3D, réalisée par Michael J. Bassett et reprenant une partie de la distribution du premier volet, sort en 2012. Christophe Gans réalise un troisième opus, Return to Silent Hill, prévu en 2026.

## Synopsis
Sharon Da Silva est une petite fille âgée de 10 ans. Elle a régulièrement des crises de somnambulisme durant lesquelles elle parle d'un endroit nommé Silent Hill. Cela inquiète fortement ses parents adoptifs, Rose et Christopher. 
Rose découve ensuite que Silent Hill est en réalité le nom d'une ville fantôme de Virginie-Occidentale, non loin de l'orphelinat où Sharon a été adoptée. Contre l'avis de son mari, Rose decide d'emmener Sharon à Silent Hill, dans l'espoir de comprendre ce dont elle souffre et de la soigner. Sur la route, elles sont répérées par Cybil Bennett, une motarde de la police. Celle-ci les suit jusqu'à Silent Hill où elles ont un accident de voiture, causé par l'apparition sur la route d'une petite fille.
Après avoir repris connaissance, Rose découvre que sa fille Sharon n’est plus là. Elle suit une enfant qu’elle prend pour elle et bascule dans une dimension de cauchemar après avoir entendu une sirène. Elle y rencontre une certaine Dahlia qui a perdu son enfant, Alessa, puis retourne à la voiture où elle trouve un dessin de Sharon montrant une école, école dans laquelle Rose croit que sa fille peut se trouver. Mais l'agent Cybil Bennett retrouve Rose et, la soupçonnant d'avoir fait du mal à son enfant, la menotte. Isolées dans Silent Hill, Rose et Cybil sont attaquées par une créature. Rose s’enfuit et va à l’école dans laquelle elle trouve, dans la bouche d'un mort, Colin, la clé d’un hôtel dans lequel la chambre 111 fut le théâtre d'événements atroces. Elle est poursuivie par des créatures monstrueuses mais est sauvée par l'arrivée de Cybil.
Pendant ce temps, Christopher reçoit un message du portable de Rose et apprend qu'elles ont disparu. Sur place, l’officier Gucci, chargé de l'enquête, l'informe sur l'abandon de la ville, dévastée par un incendie minier en 1974. Après cela, Chris est tenu à l'écart par les policiers. Tenace, il s'introduit dans le bureau des archives du comté où sont stockées les documents sauvés après l'incendie de Silent Hill. Il y découvre notamment une photo d'Alessa Gillespie, une jeune fille ressemblant énormément à Sharon.
Christopher se trouve à l'école en même temps que Rose mais ils sont incapables de se voir, bien qu'éprouvant des sensations de la présence de l'autre, car ils sont dans deux mondes parallèles. Christopher s'introduit ensuite dans l'orphelinat où Sharon et Alessa ont grandi afin de découvrir leurs origines mais il est arrêté par l'officier Gucci, qui le somme de ne pas pousser plus loin ses investigations et de rentrer chez lui.
Rose et Cybil vont à l'hôtel et y rencontrent Anna. Rose voit pour la première fois Alessa et comprend que c’est elle qui a fait en sorte qu'elles aient un accident et conduites jusqu’ici. À nouveau, la dimension de cauchemar revient et Rose, Cybil et Anna se réfugient dans l’église ainsi que les autres habitants de Silent Hill, qui sont tous des fanatiques religieux. Anna se fait tuer par une créature à tête pyramidale. Rose rencontre la responsable de ces fanatiques, Christabella, qui est en fait la sœur de Dahlia et qui dit à Rose que sa fille se trouve sûrement dans l’antre du démon, antre qui doit certainement être le sous-sol de l’hôpital. Christabella, voyant que Sharon est le sosie d’Alessa, tente de capturer les deux femmes, mais Cybil pousse Rose dans l'ascenseur de l'hôtel et reste pour affronter les hommes de Christabella. Tandis que Cybil tombe aux mains de leurs poursuivants, Rose s’enfonce dans le sous-sol de l’hôpital et, une fois dedans, apprend la vérité de la bouche d'Alessa.
Trente ans plus tôt, Alessa, persécutée comme sorcière par les habitants fanatiques de Silent Hill car née de père inconnu, a été violée par Colin, le concierge de l'école. Christabella qui entretient la peur de l’apocalypse, décida avec sa secte de laver Alessa du péché, ce qui eut lieu dans la chambre 111. Mais le feu employé lors du rituel purificateur se répandit et brûla Alessa qui, se retrouvant dans un état atroce, fut soignée à l’hôpital. Sa haine engendra Dark Alessa (qui dit à Rose avoir plusieurs noms mais être actuellement le côté sombre d'Alessa), qui est à l'origine du monde de cauchemar dans lequel elle a enfermé les habitants de Silent Hill pour les punir (Sharon représentant quant à elle ce qui reste de bonté d'Alessa ; pour cette raison elle avait été amenée plusieurs années plus tôt par Dark Alessa dans un orphelinat à l'extérieur de Silent Hill, afin de ne pas être mêlée aux violents désirs de vengeance d'Alessa).
Dark Alessa souhaite venger Alessa mais elle ne peut pénétrer dans l’église où se réfugient les fanatiques au son de la sirène quand apparaissent les ténèbres, en raison de leur foi qui les protège. Dark Alessa apprend à Rose que Christabella veut faire aussi brûler Sharon. Cette dernière s’est réfugiée chez Dahlia mais est retrouvée par Christabella. Rose pénètre dans l’église après avoir fusionné avec Dark Alessa, mais trop tard pour sauver Cybil Bennett, qui est brûlée vive. Alors que Sharon est sur le point de subir le même sort, Rose dit toute la vérité aux fanatiques et se fait poignarder par Christabella. Son sang se répand par terre, libérant du même coup les ténèbres, sous forme de tentacules de fil de fer barbelé. Ces dernières tuent toute l’assemblée des fanatiques et la vengeance pour laquelle Alessa avait besoin de Rose est accomplie. Celle-ci est guérie par les ténèbres et libère Sharon, qui regarde Dark Alessa alors que sa mère lui dit de fermer les yeux. Sharon et sa mère rentrent chez elles en voiture, mais après être arrivées dans leur maison, Rose et Sharon restent malgré tout « coincées » dans la dimension cauchemardesque de Silent Hill, leur maison étant remplie de brume. Et Christopher, lui aussi dans la maison, est incapable de voir sa femme et sa fille, et inversement.

## Fiche technique
- Titre original : Silent Hill
- Réalisation : Christophe Gans
- Scénario : Roger Avary, d'après le jeu vidéo Silent Hill
- Musique : Jeff Danna et Akira Yamaoka
- Photographie : Dan Laustsen
- Montage : Sébastien Prangère
- Décors : Carol Spier
- Costumes : Wendy Partridge
- Effets spéciaux : Patrick Tatopoulos
- Production : Don Carmody et Samuel Hadida
- Société de production : Davis-Films
- Sociétés de distribution : Metropolitan Filmexport
- Budget : 50 000 000 de dollars[1]
- Pays de production :  Canada,  France
- Langue originale : anglais
- Format : couleur — 2,35 : 1 — son Dolby Digital — 35 mm
- Genre : horreur
- Durée : 125 minutes
- Dates de sortie :
  - États-Unis, Canada : 21 avril 2006
  - France, Belgique : 26 avril 2006
- Classification : 
  - R (Restricted) aux États-Unis (violence et gore)[N 1]
  - Interdit aux moins de 12 ans en France[N 2]
  - KNT en Belgique[N 3]
  - 13+ au Québec[N 4]

## Distribution
- Radha Mitchell (V. F : Rafaèle Moutier) : Rose Da Silva
- Sean Bean (V. F : Mathieu Buscatto) : Christopher Da Silva
- Laurie Holden (V. F : Marie-Laure Dougnac) : Cybil Bennett
- Jodelle Ferland (V. F : Lisa Caruso) : Sharon / Alessa Gillespie
- Deborah Kara Unger (V. F. : Déborah Perret) : Dahlia Gillespie
- Alice Krige (V. F : Sylvia Bergé) : Christabella
- Kim Coates (V. F : Boris Rehlinger) : l'officier Thomas Gucci
- Tanya Allen (V. F : Sylvie Jacob) : Anna

Source doublage : Version française (V. F.) sur AlloDoublage

## Production

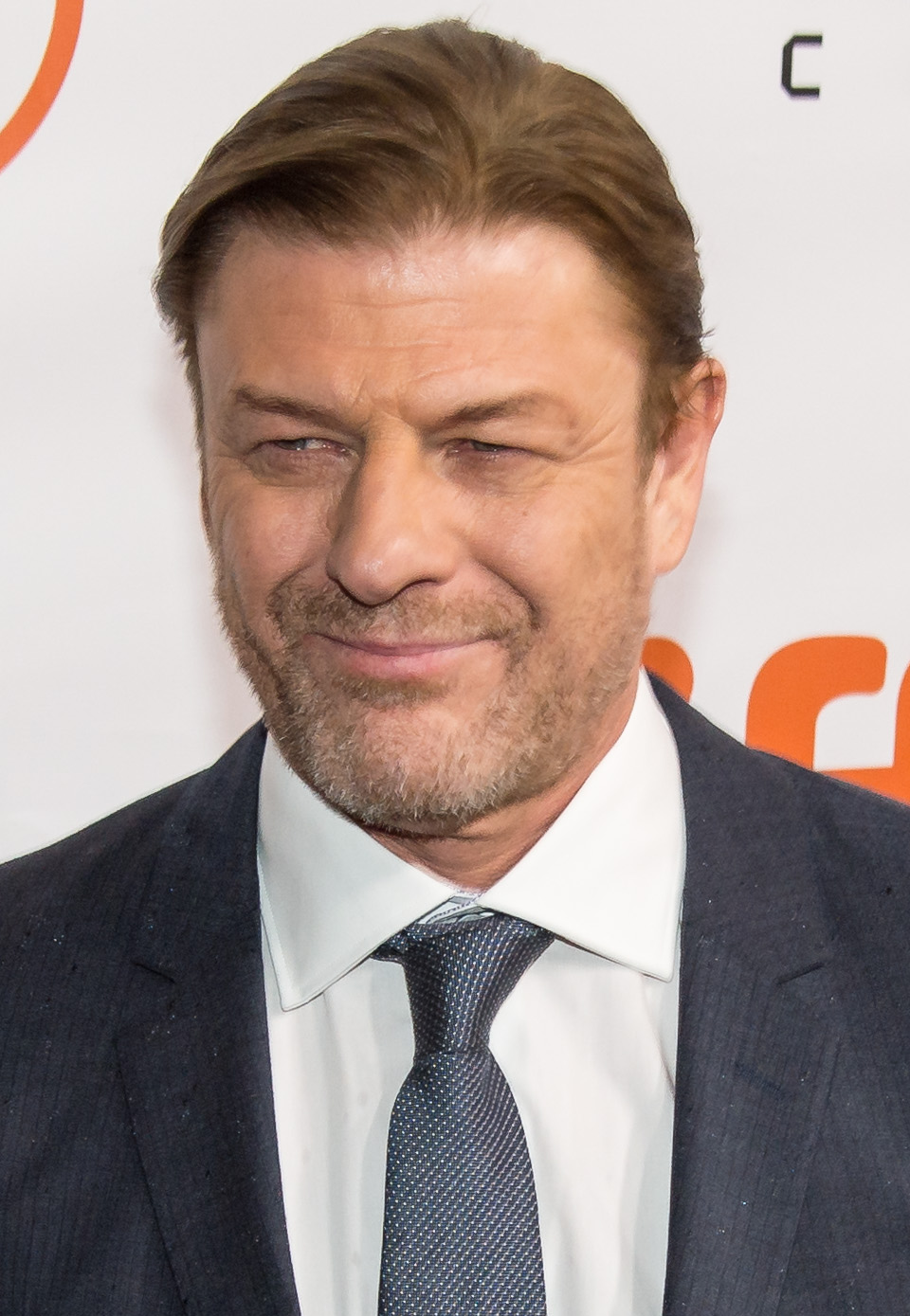
Sean Bean, choisi pour incarner Christopher Da Silva dans le film.

### Genèse et développement
Pour obtenir les droits d'adaptation du jeu, le réalisateur Christophe Gans envoie à Konami une vidéo expliquant son projet d'adaptation et combien les jeux étaient importants pour lui. Durant le tournage, le film prit le nom de code de Centralia, qui est le nom d'une ville minière de Pennsylvanie qui a connu un incendie de mine et qui est désormais inaccessible à cause des émanations toxiques qu'il y a encore, tout comme à Silent Hill. Cette idée est venue de Roger Avary, le scénariste, à qui son père avait raconté l'histoire de Centralia et qui a décidé de la replacer à l'occasion du film. Au départ, Avary devait seulement réécrire les dialogues d'une première version du scénario écrite par Gans et Nicolas Boukhrief mais il a fini par réécrire la majeure partie de l'histoire.
La trame de l'histoire s'inspire principalement du scénario du premier Silent Hill, sorti initialement sur PlayStation. L'esthétique provient de Silent Hill 2 et les plans de caméra sont souvent empruntés à Silent Hill 4: The Room. Dans la saga des Silent Hill sur PlayStation, le premier volet suit un homme veuf du nom de Harry Mason et sa fille Cheryl Mason/Alessa Gillespie. Dans le film, il s'agit d'une femme mariée au nom de Rose Da Silva et de sa fille Sharon Da Silva/Alessa Gillespie. Et tous les autres personnages restent les mêmes tels qu'Alessa Gillespie, Cybil Bennett, etc. Le personnage de Christabella se rapproche de Claudia Wolf, de Silent Hill 3, pour sa folie religieuse et ses pulsions meurtrières. Le nom Christabella apparaît par ailleurs dans deux comics Silent Hill : Dying Inside (2004) et Dead-Alive (2006).

### Attribution des rôles
Laurie Holden, connue pour son rôle dans la série X-Files, est choisie pour le rôle de Cybil Bennett après que Gans eut vu sa prestation dans le film The Majestic. Le réalisateur lui a donné un rôle totalement différent afin qu'elle puisse montrer une autre facette de ses talents d'actrice. La comédienne a joué par la suite au cinéma dans le film The Mist, adaptation de la nouvelle Brume de Stephen King qui inspira en partie Silent Hill.
Gans engage la jeune actrice Jodelle Ferland après l'avoir vue dans la série Kingdom Hospital et dans un screen test de Tideland. Le rôle de Sean Bean, qui ne devait être présent qu'au début et à la fin du film dans le scénario originel, est développé en raison de la pression des studios, qui désirent un rôle masculin plus présent dans l'histoire. Pour préparer son rôle de fanatique religieuse, Alice Krige a lu un livre sur l'Inquisition espagnole.

### Tournage
Le tournage se déroule du 25 avril au 22 juillet 2005 dans divers lieux de l'Ontario (notamment Brantford, Hamilton, et l'Alma College de St. Thomas), au Canada, et dans les studios d'Oshawa et de Toronto. Plus d'une centaine de décors différents ont été construits pour le film.
Lors de la production du film, Christophe Gans reçoit de nombreuses menaces de mort de la part de fans du jeu, ceux-ci ne voulant pas voir leur monde favori trahi par un long métrage non conforme à l'esprit du jeu vidéo. Pour maintenir l'ambiance des jeux, Gans collabore avec Akira Yamaoka, compositeur de la musique des jeux, et jouait au jeu sur le plateau de tournage afin de montrer à son équipe les angles de caméra et les mouvements qu'il désirait. La quasi-totalité de la musique du film est compossée de morceaux créés par Yamaoka pour les jeux et réarrangés par Jeff Danna.
Pour des raisons budgétaires, certaines scènes prévues dans le scénario ont dû être modifiées. Ainsi, la rencontre de Cybil et Rose avec Anna a été simplifiée, de même que la scène du massacre de l'église, où devaient intervenir à l'origine six créatures à têtes pyramidales portant chacun une arme différente. La scène modifiée avec les fils barbelés a été inspirée à Gans par Urotsukidoji. 619 plans d'effets spéciaux ont été réalisés pour le film, les principaux concernant la brume et les cendres qui recouvrent la ville, le passage dans la dimension des ténèbres, la scène des fils barbelés dans l'église et la corruption répandue par les créatures à tête pyramidale.
Pour expliquer la relation entre la ville et Alessa, Gans commente : « C'est une ville piégée dans une dimension cauchemardesque, et [Alessa] lui inflige ce que ses habitants ont fait à son corps. C'est, selon moi, la signification des ténèbres. L'apparence de la ville est corrompue de la même façon que la chair d'Alessa a été blessée. C'est intéressant parce que la ville reflète la psychologie fracturée d'Alessa, des dimensions différentes, différents doubles de la même personne ». Au sujet des créatures du film, Gans explique : « Ces monstres sont damnés dans le sens poétique du terme, ils sont un peu semblables aux fantômes japonais, c'est-à-dire des résidus de sentiments oubliés aussi puissants que la haine ou la culpabilité ». Le réalisateur ajoute : « Les monstres du jeu ne sont pas vraiment des monstres mais plutôt des parodies d'êtres humains. Les vrais monstres sont les habitants de la ville, les fanatiques qui ont torturé Alessa ».

## Accueil

### Accueil critique
Le film est diversement accueilli par la critique, recueillant 29 % de critiques favorables, avec un score moyen de 4,5⁄10 et sur la base de 89 critiques collectées, sur le site Rotten Tomatoes. Sur le site Metacritic, il obtient un score de 30⁄100, sur la base de 20 critiques collectées.
En France, les critiques sont assez mitigées. Sur Allociné, le film obtient une moyenne de 2,9⁄5 se fondant sur l'interprétation de 22 critiques de presse. Du côté des critiques positives, Le Parisien estime que « Gans atteint une épouvante racée, raffinée » en « noyant sa ville fantôme dans un malaise diffus, en la peuplant de créatures aussi superbes esthétiquement » ; pour Les Inrockuptibles, il s'agit d'un « tableau subtil et malaisant, fruit de l'union enfin directement féconde entre le cinéma et le jeu vidéo » ; Libération juge que c'est le « meilleur film » de Gans, et « en tout cas le plus personnel et le plus ambitieux esthétiquement » ; Mad Movies évoque un film « aussi exigeant dans son fond qu'élégant dans sa forme » ; et Ouest-France une « incroyable sophistication des effets spéciaux » qui « vient répondre aux exigences d'une mise en scène particulièrement aboutie et efficace ».
Parmi les avis plus contrastés, Le Monde évoque un film « magistral sur le plan visuel mais décevant sur celui de la narration » ; pour L'Écran fantastique, c'est « un échec en tant que film d'épouvante. Mais c'est aussi une réussite formelle indéniable » ; Première estime que « la partie surréaliste, une représentation de l'enfer sur terre, est plus excitante que la partie rationnelle qui dénonce les excès du fanatisme religieux ».
Du côté des critiques négatives, Antoine Thirion, des Cahiers du cinéma, ne sait pas « si le film est trop simple ou trop copieux » et est « souvent navré par un tel gâchis d'images » ; pour Le Figaroscope, il s'agit d'« un exercice assez vain pour un film sans style » ; Le Journal du dimanche estime que Gans « oublie l'essentiel : faire peur » ; Positif évoque un film ennuyeux « faute de scénario et de personnages attachants » ; et pour Télérama, « Gans n'accouche que d'une fable horrifique boursouflée ».

### Box-office
Le film rapporte 97 607 453 $ au box-office mondial (soit environ deux fois son budget), dont 46 982 632 $ aux États-Unis et au Canada. Il totalise 810 068 entrées en France, 115 025 au Québec, 106 020 en Belgique et 31 366 en Suisse.
| Pays        | Box-office   | Pays         | Box-office | Pays               | Box-office |
| ----------- | ------------ | ------------ | ---------- | ------------------ | ---------- |
| États-Unis  | 46 982 632 $ | Taïwan       | 909 554 $  | Turquie            | 405 327 $  |
| Royaume-Uni | 6 734 879 $  | Grèce        | 834 739 $  | Autriche           | 386 216 $  |
| France      | 5 813 657 $  | Hong Kong    | 813 228 $  | Danemark           | 381 434 $  |
| Espagne     | 4 403 940 $  | Belgique     | 805 224 $  | Pays-Bas           | 367 647 $  |
| Russie      | 3 540 000 $  | Thaïlande    | 731 369 $  | Venezuela          | 356 218 $  |
| Italie      | 3 530 412 $  | Brésil       | 641 958 $  | Pérou              | 298 011 $  |
| Allemagne   | 3 224 851 $  | Corée du Sud | 638 344 $  | République tchèque | 296 745 $  |
| Mexique     | 3 094 590 $  | Pologne      | 603 030 $  | Colombie           | 283 752 $  |
| Japon       | 2 462 398 $  | Philippines  | 557 599 $  | Chili              | 278 467 $  |
| Australie   | 1 496 627 $  | Suisse       | 492 546 $  | Nouvelle-Zélande   | 257 000 $  |